# Batalla de Sebastópolis
La batalla de Sebastópolis se libró cerca de la costa oriental del mar Negro en el 692, entre el Imperio bizantino y el Califato Omeya. Los bizantinos estaban dirigidos por Leoncio. Aunque al principio la batalla parecía inclinarse a favor de los bizantinos, la derrota se produjo por la deserción de Nébulo y más de 20.000 eslavos, atribuida a los malos tratos infligidos por Leoncio a su pueblo.
Una fuente señala que Justiniano II masacró a los eslavos supervivientes, incluidas mujeres y niños, en el golfo de Nicomedia, pero los especialistas modernos dudan de este relato.